# Dolmen des Plassous
Le dolmen des Plassous, appelé aussi dolmen des Aspes est un dolmen situé à 3 km de Gramat, sur la D39 en direction de Couzou, dans le département du  Lot, en  France. 

## Protection
Le dolmen fait l'objet d’un classement au titre des monuments historiques depuis 1889 .

## Description
Ce dolmen qui a perdu sa table de couverture possède encore deux orthostates : celui de gauche mesure 3,40 m de long par 0,27 m d'épaisseur et 1,05 m de haut ; celui de droite mesure 3 m de long par 0,30 m d'épaisseur et 1,05 m de haut. Le tumulus fait 15 m de diamètre. 